# Miguel Ángel Guerrero Martín
Miguel Ángel Guerrero Martín (Toledo, 12 luglio 1990) è un calciatore spagnolo, attaccante del Langreo.

## Carriera

### Club
Ha giocato durante la sua permanenza nel calcio giovanile alla scuola calcio del Real Madrid, Getafe, Toledo e Rayo Vallecano. In seguito è entrato a far parte dell'Albacete "B" nella stagione 2009 -10 nella quale ha debuttato nella seconda divisione. Nel 2010-11 ha cominciato a far parte della prima squadra, terminando però la stagione senza presenze.

#### Gli inizi e il debutto in prima divisione
Nella stagione 2011-12 è stato prelevato da Real Sporting Gijon "B" . Ha debuttato con la prima squadra a Sporting Gijon in Seconda Divisione il 19 agosto 2012 presso il Nuevo Estadio Los Pajaritos contro CD Numancia Soria. Il 9 febbraio 2013 ha segnato il suo primo gol in categoria con il CD de Lugo, in una vittoria. Nella stagione 2014-15 ha ottenuto una promozione per la prima divisione e ha concluso come capocannoniere della squadra segnando undici gol. Il suo debutto nella massima divisione si è verificato la prima giornata della stagione 2015-16, in una partita contro il Real Madrid conclusa per 0-0. È riuscito a segnare il suo primo gol nell'ottava giornata in una partita allo Stadio El Molinon contro il Granada conclusa con il risultato di 3-3.

#### Leganés
Il 28 giugno 2016 è stato acquistato dal CD Leganès, che dalla stagione 2016-17 ha militato nella prima divisione spagnola.